# 16544 Хохленарт
16544 Хохленарт (16544 Hochlehnert) — астероїд головного поясу, відкритий 9 вересня 1991 року.
Тіссеранів параметр щодо Юпітера — 3,294.